# Владислав Наместников
Владислав Јевгењевич Наместников (рус. Владислав Евгеньевич Наместников — Воскресенск, 22. новембар 1992) професионални је руски хокејаш на леду који игра на позицији централног нападача. Од 2014. игра за екипу Тампа беј лајтнингса у Националној хокејашкој лиги.
Члан је сениорске репрезентације Русије за коју је на међународној сцени дебитовао на светском првенству 2017. године. На истом првенству Наместников је са репрезентацијом освојио бронзану медаљу.
Учествовао је на улазном драфту НХЛ лиге 2011. где га је као 27. пика у првој рунди одабрала екипа Тампа беј лајтнингса. 
Његов отац Јевгениј такође се професионално бавио хокејом, баш као и његов ујак Вјачеслав Козлов. 